# Дельта-B
«Дельта-B» — американская ракета-носитель лёгкого класса, семейства Дельта.

## История пусков
| 1 | 13 декабря 1962 года 05:35 UTC | 358/D16 | Relay-1 | 1962-068A |  |  | Канаверал LC-17A | Успех |